# Wolfgang Büchele
Wolfgang Büchele (né le 11 août 1959 à Geislingen an der Steige) est un chimiste et directeur allemand. Il a occupé le poste de PDG de Linde AG de 2014 à 2016 et, en mars 2017, est devenu PDG d'Exyte AG (anciennement M+W Group).

## Carrière
Büchele a d'abord fait un apprentissage de maçon (son père avait une petite entreprise de construction). Il a étudié la chimie à l'université d'Ulm de 1979 à 1984 et a obtenu son diplôme. Il a ensuite travaillé comme assistant à Ulm jusqu'en 1987 et a obtenu son doctorat en chimie inorganique (thèse: Culture de chromates monocristallins à partir de gels de silice et étude de l'influence des champs magnétiques externes sur la nucléation ). À partir de 1987, il a débuté dans la recherche sur les catalyseurs chez BASF et, à partir de 1990, dans des postes de responsabilité à Ludwigshafen et en Chine (Hong Kong), il est considéré comme un expert de la Chine. En 2001, il était devenu président de la région Europe de l’Est , Afrique et Asie de l’Ouest, responsable des produits chimiques de performance (applications industrielles) et membre de la direction de la division de Ludwigshafen et responsable des produits chimiques fins en 2005. En fait, il devrait faire partie du conseil d'administration et était un confident proche du PDG Jürgen Hambrecht. Comme ce n'était pas le cas, il s'est rendu à Londres en 2008 en tant que chef de projet pour les services financiers Blackstone. 2009-2011, il était l'investisseur financier Permira CEO par la société BorsodChem à Budapest, qui fut bientôt repris par les Chinois, et 2012-2014 PDG et président du finlandais Kemira, spécialiste des produits chimiques de l'eau. Depuis 2014, il était le PDG de Linde AG, succédant à Wolfgang Reitzle. Le 7 en décembre 2016, il a démissionné de ses fonctions avec effet immediate. Au 1. en Mars 2017, il a été nommé Président du Directoire de la société allemande d'ingénierie et de la construction M+W Group,, qu'il rebaptise après une réorganisation Exyte AG et envisage une introduction en bourse.

## Autres fonctionnalités
- Il est membre du conseil de surveillance depuis 2009 et, depuis 2014, président du conseil de surveillance de Merck KGaA[8].
- Depuis Janvier 2016 Büchele est Président de la commission des relations économiques Europe de l'Est[9], au sein de laquelle il se particulièrement engage dans les relations économiques avec la Russie[10],[11].

## Littérature
- Georg Meck, homme fort avec des contacts avec Poutine , FAS No. 23/2018 of 10. Juin 2018, page 32